# بحر سرقوسة

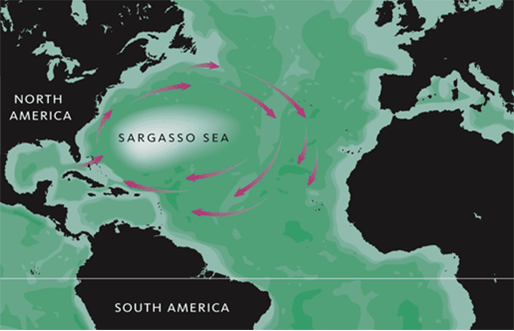

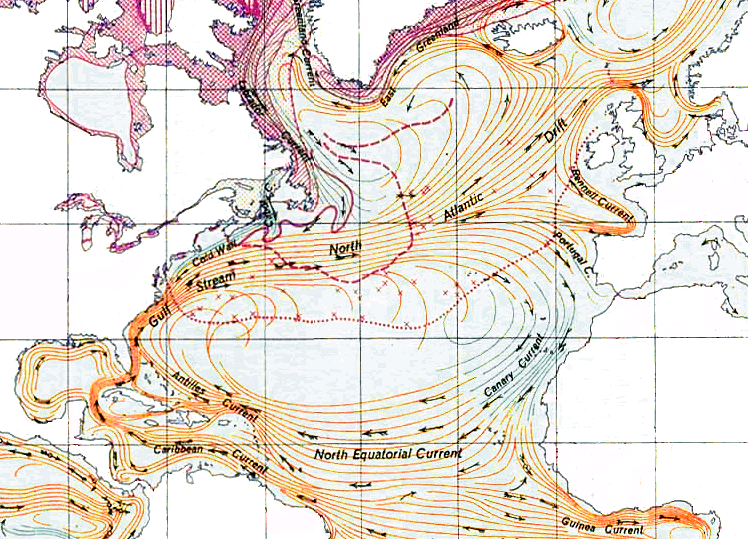
بحر سرقوسة

بحر سرقوسة أو بحر سارجاسو هي منطقة في وسط شمال المحيط الأطلسي، تحيط بها تيارات المحيطات. ويحد المنطقة من الغرب تيار الخليج ، ومن الشمال تيار شمال الأطلسي، ومن الشرق تيار الكناري ، ومن الجنوب تيار شمال الأطلسي الاستوائي. هذا النظام من أشكال التيارات شمال الأطلسي تلفيف شبه الاستوائية. تلقي جميع التيارات ما تحمله من نباتات بحرية ونفايات في هذا البحر.

## سبب التسمية

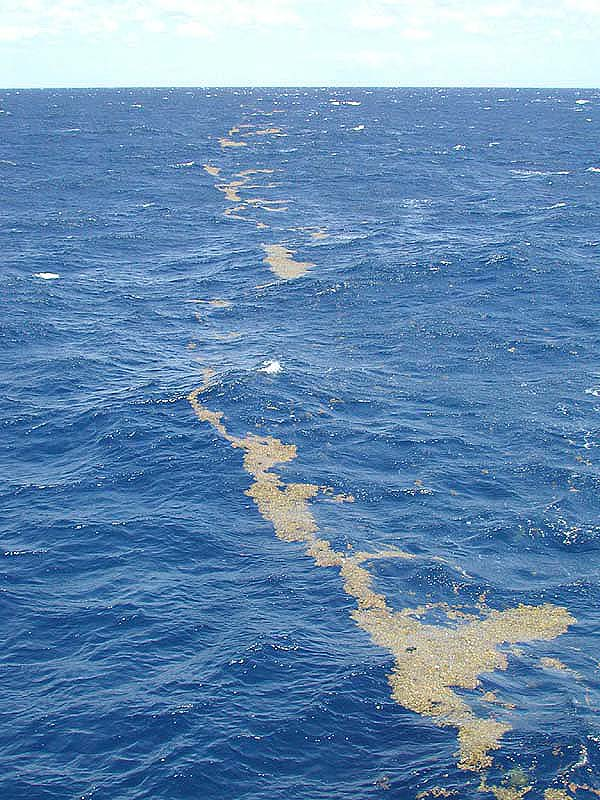
مسار لنباتات السرجس

قد أسماه البحارة البرتغاليون الأوائل بهذا الاسم بسبب وجود الأعشاب والطحالب المائية عائمة فوق مياهه السرجس، وبسبب وجود هذه الأعشاب والطحالب تكونت بيئة غذائية صالحة لتواجد الكثير من الأحياء المائية الصغيرة كما يوجد فيه أنواع صغيرة من الأخطبوط، بالإضافة إلى أنواع من سرطان البحر والجمبري.

## تاريخ والقصص التي تحكى عن هذا البحر
وقد مر عليه كولومبوس في رحلته الأولى عام 1492 م، وعلى مر التاريخ لمئات السنين انتشرت الكثير من الإشاعات حول بحر سرقوسة بأنه خطير على السفن وأنهم يرون كثيرًا من السفن القديمة عائمة على مياهه. وكان البحارة الإسبان يلقون بالخيول من فوق سفنهم المبحرة لتهدئة مياه البحر كما أنهم كانوا يطلقون عليه Sea of Lost Ships أو بحر السفن المفقودة. وقد وجدت 1800 نوع من الأحياء المجهرية تضم 150 نوع جديد وأكثر من 1,2 مليون جين جديد اكتشفت في مياه بحر سرقوسة.

## مميزات هذا البحر
يتميز بحر سرقوسة بوجود الطحالب والأعشاب البحرية التي تنمو به وتطفو على سطحه، ومياهه زرقاء ومالحه وتعتبر دافئة مع تحرك بطئ للتيارات البحرية لكنه محاط بتيارات سريعة مثل تيارات خليج ستريم في الغرب، ولأسباب غير معروفة فإن مجموعات من ثعبان السمك ” أنقليس” تتجه من أماكن كثيرة لتجتمع في مياه بحر سرقوسة فتتزواج مع تلك الموجودة في مياهه البحر وتضع بيضها حتى إذا فقست تلك البيضات عادت إلى أماكنها في بحار أوروبا وأمريكا والبحر الأبيض المتوسط.

## بحر سرقوسة في عالم الآداب
دخل بحر سرقوسة في عالم الأدب عبر رواية الأديب الفرنسي جول فيرن “عشرون ألف فرسخ تحت البحر” أو بالفرنسية (Vingt mille lieues sous les mers ) في منتصف القرن التاسع عشر، وكما يبدو فإن فيرن تأثر بأخبار العديد من السفن العالقة هناك ومن ضمنها السفينة روزالي في عام 1840 م، وهناك رواية نشرت تحت عنوان «بحر ساركاسو الواسع» (استخدم المترجم العربي: ساركاسو بالكاف بدلا من سرقوسة أو سارجاسو) (wide Sargasso Sea ‏) للكاتبة الدومنياكانية جين رايس “جيان ريس” في عام 1966 م، والتي حولت منذ تأسيسها لفلم سينمائي وأوبرا موسيقية ومسلسل تلفزيوني، و كثير من الأفلام والقصص والكتب ألفت حول بحر سرقوسة بالإضافة للأعمال الموسيقية وحتى الألعاب الإلكترونية.